# Ara Baliozian
Ara Baliozian (* 10. Dezember 1936 in Athen; † 7. Dezember 2019 in Ontario) war ein armenischer Schriftsteller.

## Leben
Er absolvierte das Mechitaristen-College Murat-Raphael in Venedig. Dort studierte er auch Ökonomie und Politikwissenschaften an der Ca’ Foscari-Universität. Er lebte in Ontario, Kanada, und hatte sein Leben dem Schreiben gewidmet. Seine Werke wurden sowohl in Armenisch als auch in Englisch publiziert.
Er gewann mehrere Preise und wurde für seine literarischen Werke vom Staat gefördert. Sein Werk beinhaltet fiktive, dramatische und literaturkritische Schriften. Er übersetzte auch aus dem Armenischen, Französischen und Italienischen.

## Werke
- Baliozian, Ara: Book Reviews/Interviews (Los Angeles, CA: G Printing, 1982).
- "Dreams/Nightmares," "Haiku," and "The Human Condition," poems in Armenian-American Poets: A Bilingual Anthology. Ed. and transl. Garig Basmadjian (Alex Manoogian Cultural Fund der Armenian General Benevolent Union, Detroit MI 1976).
- Fragmented Dreams: Armenians in Diaspora (Impressions, Kitchener Ont. 1987).
- In the New World (Voskedar, New York 1982).
- Intimate Talk (Impressions, Kitchener Ont. 1992).
- Pages From My Diary, 1986–1995 (Impressions, Kitchener Ont. 1996).
- Portrait of a Genius and Other Essays (A/G Press, Los Angeles 1980).
- That Promising Reality: New Vision and Values, the Armenian Revival (Impressions, Kitchener Ont. 1992).
- The Armenians: Their History and Culture (Kar Publishing House, Toronto 1975).
- The Armenians: Their History and Culture (Ararat Press, New York 1980).
- The Armenian Genocide and the West (Armenian Case Committee, Jerusalem 1984).
- The Call of the Crane, The Ambition of a Pig (Voskedar, New York 1983).
- The Greek Poetess and Other Writings (Impressions, Kitchener Ont. 1988).
- The Horrible Silence (Maral, Pasadena 1982).
- Undiplomatic Observations (Impressions, Kitchener Ont. 1995).
- Voices of Fear (Impressions, Kitchener Ont.  1989).